# Ambartchik
Ambartchik (en russe : Амба́рчик) est un port et un village (selo) de l'oulous de Nijnekolymski de la république de Sakha, en Russie. Il est situé à 110 km de Tcherski, le centre administratif de l'oulous. Ambartchik se trouve sur la baie d'Ambartchik de l'océan Arctique. Le fleuve Kolyma se jette dans l'océan Arctique à l'ouest de la baie.
Dans les années 1930, Ambartchik fut le site d'un camp de travail forcé du Goulag du complexe de la Kolyma. C'est, après Pevek, le deuxième plus grand port de la mer de Sibérie orientale, mais il n'est libre de glace et accessible qu'en août et septembre. Ambartchik comporte une station météorologique.